# Європейський фонд регіонального розвитку
Європейський фонд регіонального розвитку (ЄФРР) (англ. European Regional Development Fund (ERDF)) — один із центральних фондів Європейського Союзу (ЄС), метою якого є фінансування заходів, спрямованих на вирівнювання регіональних диспропорцій у країнах-членах співтовариства.

## Історія
Про створення відповідного органу, який забезпечив би стійкий механізм фінансової реалізації саме регіональної політики у системі Структурних фондів ЄС, неодноразово велася дискусія між країнами-членами одразу після першого розширення ЄС, а саме після підписання Римської угоди. Однак справа зрушила з мертвої точки лише після офіційного приєднання до ЄС у 1973 році Великої Британії, яка ще під час Паризького саміту 1972 року разом з Італією наполягла на рішенні про створення відповідного Фонду, метою якого було б фінансове забезпечення реалізації політики багаторівневого соціально-економічного згуртування та солідарності спільноти у взаємодії із країнами-членами. 
У 1975 році Фонд регіонального розвитку був офіційно заснований. 

В 1995 році в публікації під символічною назвою «Ревізія Маастрихтської угоди» державний міністр економіки, інфраструктури, транспорту та технологій Баварії Ервін Губер зазначив: 
|  | Ще кілька років тому угоди (Європейської) Співдружності були «глухі» до регіонального рівня, слово «регіон» навіть не згадувалось у них». |

 

Жорж П'єре, колишній генеральний секретар Конференції периферійних приморських регіонів Європейської Співдружності (КППР) та почесний генеральний секретар Асамблеї європейських регіонів, згадував: 
|  | ... Римська угода практично ігнорувала регіони, і навіть план щодо регіональної політики (для досягнення кращого балансу між центром і периферією), який зажадав італійський уряд, був відхилений іншими державами як другорядний. Так було аж до саміту в Парижі 1972 року, коли було досягнуто рішення про створення Європейського фонду регіонального розвитку. Та й з його втіленням не поспішали ще два з половиною роки, аж до червня 1975. |

Колишній директор в Раді Європи Жерар Балу говорив так: 
|  | Резолюція 75-4 Ради Європи від 19 лютого 1975 p. офіційно зробила Конференцію місцевих влад відкритою для регіонів. Конференція місцевих влад перетворилася на Конференцію місцевих та регіональних влад Європи. ... Таким чином, відбулося офіційне впровадження Європи Регіонів до європейських інституцій. |

## Основні завдання
Наразі основними завданнями Європейського фонду регіонального розвитку відповідно до напрямів Європейської політики згуртування є: 
- фінансування переважно у формі інвестицій до 75% потреб проектів розвитку інфраструктури соціальної сфери і науки для регіонів, що мають рівень валового регіонального продукту (ВВП для країн-регіонів) нижче 75% від середнього по спільноті;
- підтримка у розмірі до 25% фінансових потреб проектів, що спрямовані на диверсифікацію економіки, створення нових підприємств, розвиток людського потенціалу в інших регіонах, які перебувають у стані структурних економічних змін[7].

Багаторічний досвід регіональної політики ЄС та функціонування Європейського фонду регіонального розвитку став прикладом, який почали наслідувати інші надзвичайно гетерогенні за рівнем соціально-економічного розвитку міжнаціональні та наднаціональні утворення. Зокрема, починаючи із 2006 року у формі міжнародної фінансової установи був створений Фонд регіонального розвитку КАРІКОМ (Карибський загальний ринок), що об'єднав усі функції Структурних фондів ЄС (фінансове забезпечення регіональної політики спільноти, допомога країнам-членам у разі стихійних лих тощо).

## Сфера діяльності

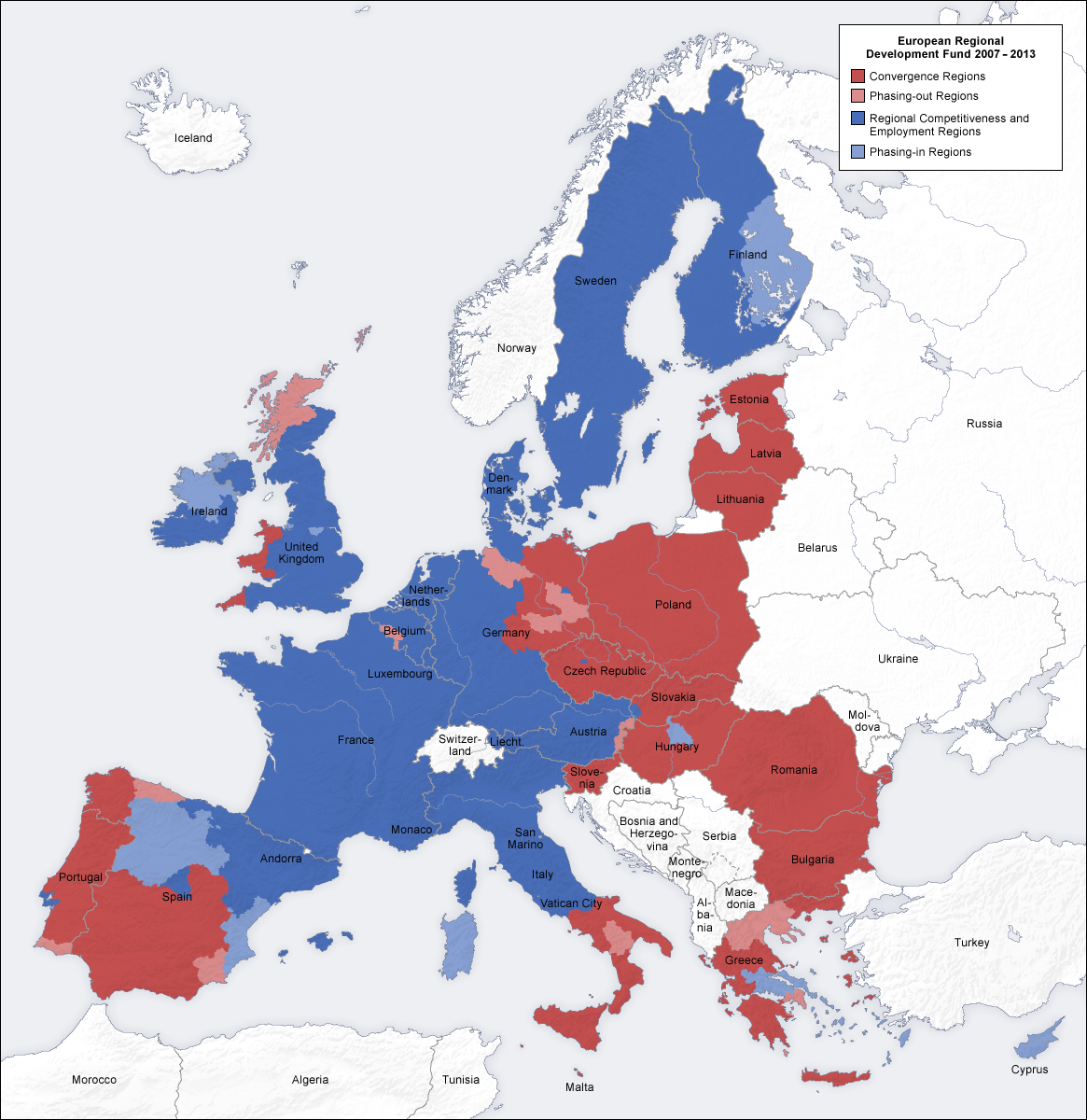
Європейський фонд регіонального розвитку, 2007-2013 роки.

У рамках своїх завдань щодо сприяння регіональному розвиткові, починаючи з 2007 року і до сьогодні, Європейський фонд регіонального розвитку вносить вклад у фінансування наступних заходів:
Мета конвергенції:
- Модернізація та диверсифікація економічних структур;
- Створення стійких робочих місць;
- Стимулювання економічного зростання;
- Увага до міських, гірських, малонаселених і віддалених регіонів.

Регіональна конкурентоспроможність та зайнятість:
- Інноваційний прогрес;
- Довкілля;
- Доступ до транспорту і телекомунікацій.

Територіальна кооперація:
- Транскордонна економічна, соціальна та екологічна діяльності;
- Транснаціональні співробітництва, в тому числі двосторонні співробітництва між морськими регіонами;
- Міжрегіональне співробітництво, в тому числі мереж та обміну досвідом між регіональними та місцевими владами.